# 전미 비평가 위원회 남우주연상
전미 비평가 위원회 남우주연상(영어: National Board of Review Award for Best Actor)은 전미 비평가 위원회에서 1945년부터 매년 시상하는 영화 연기상이다.

## 수상자 명단

### 1940년대
| 연도 | 수상자              | 작품                         | 배역          |
| ---- | ------------------- | ---------------------------- | ------------- |
| 1945 | 레이 밀런드         | 《잃어버린 주말》            | 돈 버넘       |
| 1946 | 로런스 올리비에     | 《헨리 5세》                 | 헨리 5세      |
| 1947 | 마이클 레드그레이브 | 《상복이 어울리는 엘렉트라》 | 오린 매넌     |
| 1948 | 월터 휴스턴         | 《시에라 마드레의 황금》     | 하워드        |
| 1949 | 랠프 리처드슨       | 《몰락한 우상》              | 베인스        |
| 1949 | 랠프 리처드슨       | 《사랑아 나는 통곡한다 》    | 오스틴 슬로퍼 |

### 1950년대
| 연도 | 수상자            | 작품                   | 배역                     |
| ---- | ----------------- | ---------------------- | ------------------------ |
| 1950 | 앨릭 기니스       | 《친절한 마음과 화관》 | 여러 캐릭터              |
| 1951 | 리처드 베이스하트 | 《14시간》             | 로버트 코식              |
| 1952 | 랠프 리처드슨     | 《소리의 장벽》        | 존 리지필드              |
| 1953 | 제임스 메이슨     | 《사막의 대진격》      | 에르빈 로멜              |
| 1953 | 제임스 메이슨     | 《대면 Face to Face》  | 선장                     |
| 1953 | 제임스 메이슨     | 《줄리어스 시저》      | 브루투스                 |
| 1953 | 제임스 메이슨     | 《위기의 남자》        | 아이보 컨                |
| 1954 | 빙 크로즈비       | 《회상 속의 연인》     | 프랭크 엘긴              |
| 1955 | 어니스트 보그나인 | 《마티》               | 마티 필레티              |
| 1956 | 율 브리너         | 《아나스타샤》         | 세르게이 파블로비치 부닌 |
| 1956 | 율 브리너         | 《왕과 나》            | 몽꿋                     |
| 1956 | 율 브리너         | 《십계》               | 람세스 2세               |
| 1957 | 앨릭 기니스       | 《콰이 강의 다리》     | 니컬슨 중령              |
| 1958 | 스펜서 트레이시   | 《마지막 함성》        | 프랭크 스케핑턴 소령     |
| 1958 | 스펜서 트레이시   | 《노인과 바다》        | 노인                     |
| 1959 | 빅토르 셰스트룀   | 《산딸기》             | 이사크 보리              |

### 1960년대
| 연도 | 수상자               | 작품                        | 배역                  |
| ---- | -------------------- | --------------------------- | --------------------- |
| 1960 | 로버트 미첨          | 《언덕 위의 집》            | 웨이드 허니컷         |
| 1960 | 로버트 미첨          | 《The Sundowners》          | 패디 카모디           |
| 1961 | 앨버트 피니          | 《토요일 밤과 일요일 아침》 | 아서 시턴             |
| 1962 | 제이슨 로바즈 주니어 | 《밤으로의 긴 여로》        | 제임스 타이론 주니어  |
| 1962 | 제이슨 로바즈 주니어 | 《밤은 부드러워》           | 딕 다이버             |
| 1963 | 렉스 해리슨          | 《클레오파트라》            | 줄리어스 시저         |
| 1964 | 앤서니 퀸            | 《그리스인 조르바》         | 알렉시스 조르바       |
| 1965 | 리 마빈              | 《캣 벌루》                 | 키드 셸린 / 팀 스트론 |
| 1965 | 리 마빈              | 《바보들의 배》             | 빌 테니               |
| 1966 | 폴 스코필드          | 《사계절의 사나이》         | 토머스 모어           |
| 1967 | 피터 핀치            | 《성난 군중으로부터 멀리》  | 윌리엄 볼드우드       |
| 1968 | 클리프 로버트슨      | 《찰리》                    | 찰리 고든             |
| 1969 | 피터 오툴            | 《굿바이 미스터 칩스》      | 아서 치핑             |

### 1970년대
| 연도 | 수상자          | 작품                           | 배역                                           |
| ---- | --------------- | ------------------------------ | ---------------------------------------------- |
| 1970 | 조지 C. 스콧    | 《패튼 대전차 군단》           | 조지 S. 패튼 주니어                            |
| 1971 | 진 해크먼       | 《프렌치 커넥션》              | 지미 "뽀빠이" 도일                             |
| 1972 | 피터 오툴       | 《돈키호테》                   | 돈 키호테 / 미겔 데 세르반테스 / 알론소 키아나 |
| 1972 | 피터 오툴       | 《지배 계급》                  | 잭 거니                                        |
| 1973 | 알 파치노       | 《형사 서피코》                | 프랭크 서피코                                  |
| 1973 | 로버트 라이언   | 《얼음장수 오다》              | 래리 슬레이드                                  |
| 1974 | 진 해크먼       | 《컨버세이션》                 | 해리 콜                                        |
| 1975 | 잭 니컬슨       | 《뻐꾸기 둥지 위로 날아간 새》 | 랜들 맥머피                                    |
| 1976 | 데이비드 캐러딘 | 《바운드 포 글로리》           | 우디 거스리                                    |
| 1977 | 존 트라볼타     | 《토요일 밤의 열기》           | 토니 마네로                                    |
| 1978 | 존 보이트       | 《귀향》                       | 루크 마틴                                      |
| 1978 | 로런스 올리비에 | 《브라질에서 온 소년》         | 에즈라 리버먼                                  |
| 1979 | 피터 셀러스     | 《찬스》                       | 찬스                                           |

### 1980년대
| 연도 | 수상자          | 작품                     | 배역          |
| ---- | --------------- | ------------------------ | ------------- |
| 1980 | 로버트 드니로   | 《성난 황소》            | 제이크 러모타 |
| 1981 | 헨리 폰다       | 《황금 연못》            | 노먼 세이어   |
| 1982 | 벤 킹즐리       | 《간디》                 | 마하트마 간디 |
| 1983 | 톰 콘티         | 《전장의 크리스마스》    | 존 로렌스     |
| 1983 | 톰 콘티         | 《루벤, 루벤》           | 가원 맥글랜드 |
| 1984 | Victor Banerjee | 《인도로 가는 길》       | 아지즈 아메드 |
| 1985 | 윌리엄 허트     | 《거미 여인의 키스》     | 루이스 몰리나 |
| 1985 | 라울 훌리아     | 《거미 여인의 키스》     | 발렌틴 아레기 |
| 1986 | 폴 뉴먼         | 《컬러 오브 머니》       | 에디 펠슨     |
| 1987 | 마이클 더글러스 | 《Wall Street》          | 고든 게코     |
| 1988 | 진 해크먼       | 《미시시피 버닝》        | 루퍼트 앤더슨 |
| 1989 | 모건 프리먼     | 《드라이빙 미스 데이지》 | 호크 콜번     |

### 1990년대
| 연도 | 수상자          | 작품                       | 배역            |
| ---- | --------------- | -------------------------- | --------------- |
| 1990 | 로버트 드니로   | 《사랑의 기적》            | 레너드 로       |
| 1990 | 로빈 윌리엄스   | 《사랑의 기적》            | 맬컴 세이어     |
| 1991 | 워런 비티       | 《벅시》                   | 벅시 시걸       |
| 1992 | 잭 레먼         | 《글렌게리 글렌 로스》     | 셸리 러빈       |
| 1993 | 앤서니 홉킨스   | 《남아있는 나날》          | 제임스 스티븐스 |
| 1993 | 앤서니 홉킨스   | 《샤도우랜드》             | C. S. 루이스    |
| 1994 | 톰 행크스       | 《포레스트 검프》          | 포레스트 검프   |
| 1995 | 니컬러스 케이지 | 《라스베가스를 떠나며》    | 벤 샌더슨       |
| 1996 | 톰 크루즈       | 《제리 맥과이어》          | 제리 맥과이어   |
| 1997 | 잭 니컬슨       | 《이보다 더 좋을 순 없다》 | 멜빈 유돌       |
| 1998 | 이언 매켈런     | 《갓 앤 몬스터》           | 제임스 웨일     |
| 1999 | 러셀 크로       | 《인사이더》               | 제프리 와이갠드 |

### 2000년대
| 연도 | 수상자             | 작품                             | 배역              |
| ---- | ------------------ | -------------------------------- | ----------------- |
| 2000 | 하비에르 바르뎀    | 《비포 나잇 폴스》               | 레이날도 아레나스 |
| 2001 | 빌리 밥 손턴       | 《밴디츠》                       | 테리 리 콜린스    |
| 2001 | 빌리 밥 손턴       | 《그 남자는 거기 없었다》        | 에드 크레인       |
| 2001 | 빌리 밥 손턴       | 《몬스터 볼》                    | 행크 그로토스키   |
| 2002 | 캠벨 스콧          | 《로저 닷저》                    | 로저 스완슨       |
| 2003 | 숀 펜              | 《21그램》                       | 폴 리버스         |
| 2003 | 숀 펜              | 《미스틱 리버》                  | 지미 마컴         |
| 2004 | 제이미 폭스        | 《레이》                         | 레이 찰스         |
| 2005 | 필립 시모어 호프먼 | 《카포티》                       | 트루먼 커포티     |
| 2006 | 포리스트 휘터커    | 《라스트 킹》                    | 이디 아민         |
| 2007 | 조지 클루니        | 《마이클 클레이튼》              | 마이클 클레이튼   |
| 2008 | 클린트 이스트우드  | 《그랜 토리노》                  | 월트 코왈스키     |
| 2009 | 조지 클루니        | 《인 디 에어》                   | 라이언 빙엄       |
| 2009 | 모건 프리먼        | 《우리가 꿈꾸는 기적: 인빅터스》 | 넬슨 만델라       |

### 2010년대
| 연도 | 수상자          | 작품                    | 배역               |
| ---- | --------------- | ----------------------- | ------------------ |
| 2010 | 제시 아이젠버그 | 《소셜 네트워크》       | 마크 저커버그      |
| 2011 | 조지 클루니     | 《디센던트》            | 맷 킹              |
| 2012 | 브래들리 쿠퍼   | 《실버라이닝 플레이북》 | 팻 솔리타노 주니어 |
| 2013 | 브루스 던       | 《네브래스카》          | 우디 그랜트        |
| 2014 | 오스카 아이작   | 《모스트 바이어런트》   | 아벨 모랄레스      |
| 2014 | 마이클 키턴     | 《버드맨》              | 리건 톰슨          |
| 2015 | 맷 데이먼       | 《마션》                | 마크 와트니        |
| 2016 | 케이시 애플렉   | 《맨체스터 바이 더 씨》 | 리 챈들러          |
| 2017 | 톰 행크스       | 《더 포스트》           | 벤 브래들리        |
| 2018 | 비고 모텐슨     | 《그린 북》             | 토니 발레롱가      |
| 2019 | 애덤 샌들러     | 《언컷 젬스》           | 하워드 샌들러      |